# Peribatodes manuelaria
Peribatodes manuelaria är en fjärilsart som beskrevs av Herrich-Schäffer 1852. Peribatodes manuelaria ingår i släktet Peribatodes och familjen mätare. Inga underarter finns listade i Catalogue of Life.